# José Vergadá y Barta
José Vergadá y Barta fou un polític valencià. El 18 de gener de 1814 es casà amb María Josefa Scorcia y Pascual de Pobil, comtessa de Soto Ameno, i a la mort de la seva esposa va utilitzar sovint aquest títol, que passaria al seu fill Luis María Vergadá y Scorcia (1825-1890). Considerat un dels més influents membres del Partit Progressista a València, l'octubre de 1836 fou escollit diputat a les Corts Espanyoles, encara que no es conserva l'acta electoral. També fou alcalde de València entre novembre i desembre de 1840. A més, fou escollit Senador per València entre 1841 i 1843.